# Iwan Iwanow (1937–2010)
Iwan Iwanow Iwanow (bg. Иван Иванов Иванов; ur. 24 kwietnia 1937, zm. 27 sierpnia 2010) – bułgarski zapaśnik walczący w stylu klasycznym. Olimpijczyk z Tokio 1964, gdzie odpadł w eliminacjach w kategorii 70 kg.
Brązowy medalista mistrzostw świata w 1963; czwarty w 1962  roku.